# أثل
الأَثْل أو النُّضَار أو الفَارِق أو الطرفاء أو العَبْل أو العيل جنس نباتي من الفصيلة الطرفاوية.

## الموطن والانتشار
موطن الأَثل الأصلي غرب آسيا واليمن وبلدان حوض المتوسط. تتواجد أشجار الأَثل في الأماكن الدافئة ولا تتحمل الصقيع طويلاً.
تنتشر جذورها في الغالب في الأراضي الرطبة بالقرب من المياه والأنهار والأَودية.
سيقانها يصنع منها الخشب الصلب وأوراقها دقيقة جدا وأزهارها عنقودية وردية .
يصنع من السيقان السفن خاصة لأنها متواجدة بالقرب من البحار والوديان، ثمارها تسمى حَبّ الأَثْل والعدب، وهي لا تؤكل .

## فيالقرآن
ذُكِرَت مرّة واحدة في القرآن في الآية السادسة عشر من سورة سبأ.
( لَقَدْ كَانَ لِسَبَإٍ فِي مَسْكَنِهِمْ آيَةٌ جَنَّتَانِ عَنْ يَمِينٍ وَشِمَالٍ كُلُوا مِنْ رِزْقِ رَبِّكُمْ وَاشْكُرُوا لَهُ بَلْدَةٌ طَيِّبَةٌ وَرَبٌّ غَفُورٌ (15) فَأَعْرَضُوا فَأَرْسَلْنَا عَلَيْهِمْ سَيْلَ الْعَرِمِ وَبَدَّلْنَاهُمْ بِجَنَّتَيْهِمْ جَنَّتَيْنِ ذَوَاتَيْ أُكُلٍ خَمْطٍ وَأَثْلٍ وَشَيْءٍ مِنْ سِدْرٍ قَلِيلٍ (16) ذَلِكَ جَزَيْنَاهُمْ بِمَا كَفَرُوا وَهَلْ نُجَازِي إِلَّا الْكَفُورَ (17))

## من أنواعه
- الأثل الآرالي (باللاتينية: Tamarix aralensis)
- الأثل الأردني (باللاتينية: Tamarix  jordanis) في بلاد الشام
- الأثل الأطلسي (باللاتينية: Tamarix atlantis) في المغرب العربي
- الأثل الإفريقي (باللاتينية: Tamarix africana)
- الأَثل رباعي الأخبية (باللاتينية: Tamarix tetragyna) في بلاد الشام ومصر
- الأثل العربي (باللاتينية: Tamarix arabica)
- الأثل الفرنسي (باللاتينية: Tamarix gallica)
- الأثل كبير الثمار (باللاتينية: Tamarix macrocarpa)
- الأثل اللا ورقي (باللاتينية: Tamarix aphylla)
- الأثل النيلي (باللاتينية: Tamarix nilotica)
- الأثل السنغالي (باللاتينية: Tamarix senegalensis)
- الحطب الأحمر (باللاتينية: Tamarix arborea Ehrenb)

## فوائد الأثل
بالرغم من بعض الأضرار والمشاكل التي قد يسببها للتربة ولغيره من النباتات، إلا أن الأثل يستخدم في الطب التقليدي لبعض الأمراض بالرغم من عدم دليل علمي يدعم هذه الاستخدامات مثل: التخلص من الحمى والحد من التهاب الكبد، والحد من اضطرابات الكلى.
- بينت دراسة حديثة أجريت عام 2020م للباحث عبد الله محمد النقيدان في جامعة القصيم في المملكة العربية السعودية لتقييم الخصائص المضادة للأكسدة لمستخلصات نبات الأثل ضد السمية الناتجة عن بيروكسيد الهيدروجين على الخلايا الليفية لبشرة الإنسان، وبينت الدراسة أن مستخلصات نبات الأثل تحتوي على مركبات نشطة بيولوجيًا وخصائص مضادة للأكسدة توفر حماية كبيرة ضد الإجهاد التأكسدي في الخلايا الليفية الجلدية.[11] وقد يكون لنبات الأثل في جميع أجزاؤه تأثيرات وقائية ومعززة للصحة نتيجة للخصائص المضادة للأكسدة التي تحد من الإجهاد التأكسدي الذي يسبب تلف في الخلايا، لكن مع ذلك لا تزال هناك حاجة للمزيد من الدراسات لتأكيد ذلك.
- أجريت دراسة عام 2018م للباحثة ميرزا عرفي وزملائها في الهند لتقييم دور مستخلص أوراق نبات الأثل في الحماية من إصابة الكبد التي يسببها دواء ريفامبيسين في الجرذان، وبينت الدراسة أن المجموعات المعالجة بمستخلص نبات الأثل تتمتع بوقاية ضد إصابة الكبد، وأن نبات الأثل قد يكون له نشاط واعد في حماية الكبد من الأمراض. وقد له تأثيرات وقائية ومعززة قد تحمي الكبد من الأمراض، لكن لا تزال هناك حاجة للمزيد من الدراسات البشرية الحديثة لتأكيد ذلك.[12]